# Танковые войска
В «Ниве» были недавно помещены изображения изобретённого английскими военными инженерами гигантского бронированного автомобиля. Бесстрашный и неуязвимый, устремляется он всей своей громадой в самую кипень боя, под снаряды и пули, свободно берёт вражьи окопы, как пустое, незначащее препятствие, и, посеяв вокруг себя разрушение и смерть, преспокойно возвращается в свой полк. Английские солдаты назвали этого своего нового боевого товарища «лоханью» («tank» — «тэнк»).

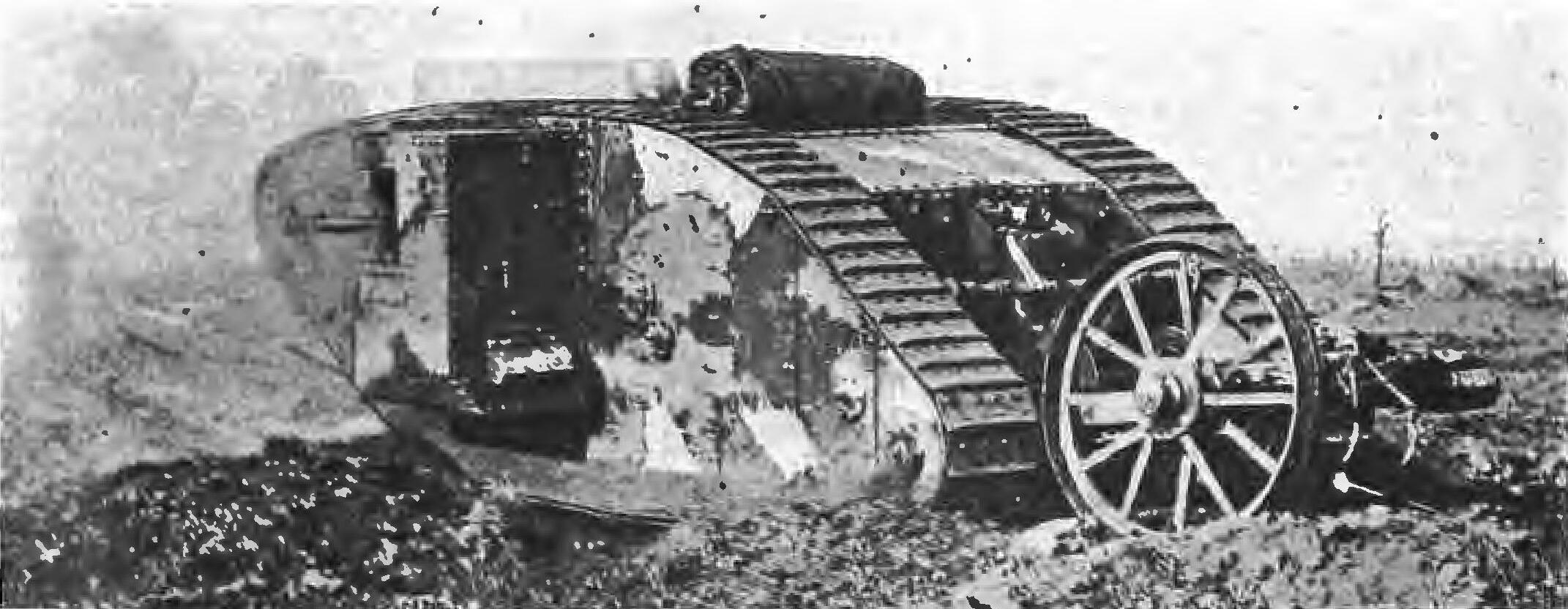
В «Ниве» были недавно помещены изображения изобретённого английскими военными инженерами гигантского бронированного автомобиля. Бесстрашный и неуязвимый, устремляется он всей своей громадой в самую кипень боя, под снаряды и пули, свободно берёт вражьи окопы, как пустое, незначащее препятствие, и, посеяв вокруг себя разрушение и смерть, преспокойно возвращается в свой полк. Английские солдаты назвали этого своего нового боевого товарища «лоханью» («tank» — «тэнк»). Журнал «Нива», № 4 за 1917 год.

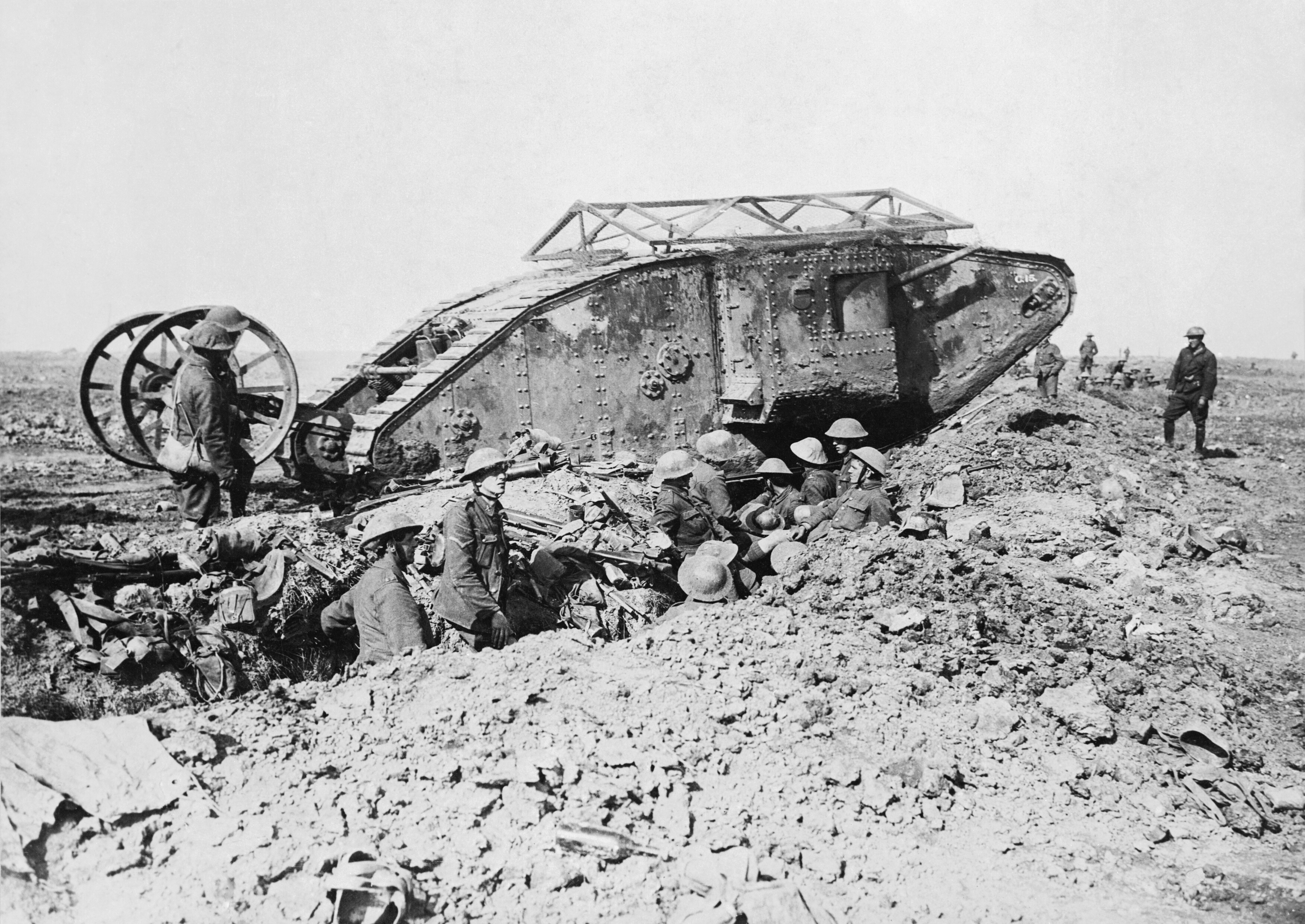
Танк Mark I или «Самец», 1916 год.

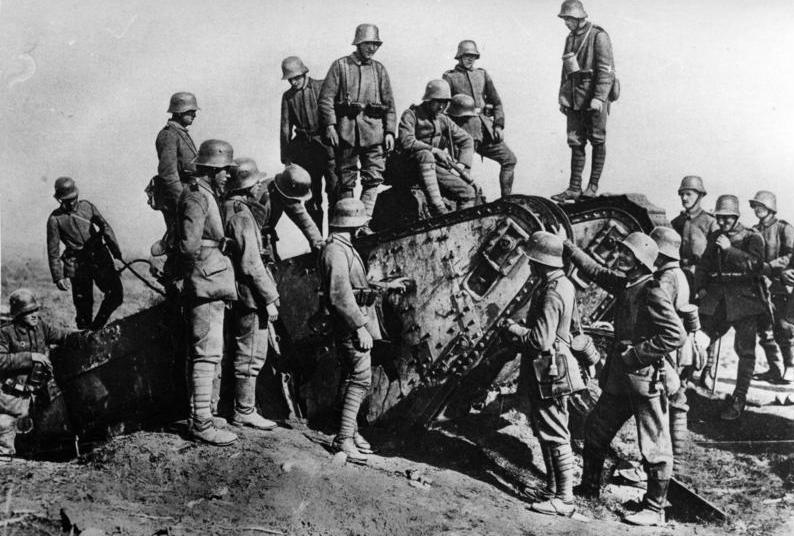
Германские солдаты рассматривают подбитый английский танк, 1916 год.

Та́нковые войска́ (силы) — род войск (сил) сухопутных сил (войск) вооружённых сил многих государств, основным вооружением которого является танк.
Танковые войска (ТВ), по мнению некоторых, обладают большой огневой мощью и ударной силой, высокой подвижностью и броневой защитой. Имеют на вооружении различные виды и типы танков, самоходные артиллерийские установки, бронетранспортёры, боевые машины пехоты и другое броневое вооружение и технику.
Помимо собственных танковых подразделений, частей и соединений, в состав танковых (броневых, автобронетанковых, бронетанковых, механизированных) войск могут входить органы военного управления, формирования, учебные заведения, организации и мотострелковые (механизированные), ракетные, артиллерийские, зенитные подразделения (части, соединения), а также инженерные, связи, автомобильные и другие подразделения (части) специальных войск.
Действуя массированно на главных направлениях, ТВ способны самостоятельно и во взаимодействии с другими родами войск (сил) видов ВС преодолевать оборону противника, вести высоко манёвренные боевые действия, продвигаться на большую глубину, уничтожать резервы противника, захватывать и удерживать важнейшие рубежи и обеспечивать стремительное достижение целей боя и операции. Броня танков делает их относительно устойчивыми к воздействию огня артиллерии и поражающих факторов ядерного оружия.

## История

Тактический знак NATO — OTAN для обозначения танковых формирований на карте.

Танковые войска зародились, и получили опыт боевого применения в годы Первой мировой войны, в ряде вооружённых сил государств были представлены главным образом подразделениями и частями. Первое подразделение вооружённое боевыми бронированными машинами с которого начинается история нового рода войск (броневые, автобронетанковых, механизированных, танковых и тому подобное) было создано в России 19 августа 1914 года.
Официальной же датой рождения танков принято считать 15 сентября 1916 года — в этот день впервые во время Первой мировой войны 1914—1918 гг. англичане применили в бою «Сухопутные броненосцы» — танки (32 машины Mark I) в бою в районе реки Сомма.
Чтобы доставить эти машины к полю боя незаметно, их спрятали в деревянные ящики, на которых сделали надпись «Tank», что в переводе с английского означает «бак», «резервуар». Слово «танк» прижилось и приобрело новое значение в России для боевой машины, а в английском языке применяется с уточнением — «боевой танк» (battle tank). А слово танк применяется гораздо шире, например в отношении бака автомобиля (Англия), ёмкостей в танкере (Россия) и так далее. В Германии эти боевые машины принято называть Panzer — броневик, во Франции Chars — колесницы.
Первым создателем танка в классическом его виде, который и дошёл до наших дней, был Луи Рено, создавший самый массовый танк Первой мировой войны Renault FT-17 в декабре 1916 года.
Новый вид техники был восторженно принят в армиях участвовавших в войне и породил массу последователей. Русские офицеры, получая великолепное образование, как правило в артиллерийских, инженерных или морских военно-учебных заведениях, получали все знания инженеров-конструкторов, а прирождённый талант приводил к появлению новых изобретений, в том числе и в новом направлении военной мысли — бронетехнике.
В начале и во время Первой мировой войны Российская империя, будучи государством Антанты, показывала на военно-технических выставках и конференциях достижения русских военных изобретателей, в том числе и новое оружие — русские «вездеходы» и «трактора» (Ф. А. Блинова, Менделеева, Пороховщикова и так далее).
Вот как пишет об одном из русских проектов танков очевидец событий генерал-лейтенант А. В. Шварц в газете русской эмиграции «Россия» о первых опытах по штурму крепостей в 1914 году:

... Инженер Н. К. Лисяков принял в этих опытах самое горячее участие. И вот однажды вечером он явился ко мне, чтобы доложить о сделанном им изобретении подвижной машины, назначение которой было, по его словам: «двигаться впереди штурмующих и подготовлять им путь, разрушая своею тяжестью проволочные сети и другие препятствия и преодолевая траншеи и наружные рвы полевых укреплений». По своему внешнему виду эта машина, или как мы были склонны назвать её тогда, трактор, изображала им на чертеже совершенно точно агрегат, который год спустя появился в Англии как первый танк. Далее Шварц пишет, как этот проект был передан в Ставку, где демонстрировался перед «союзниками»…
По оценке доктора военных наук Н. К. Шишкина, существует тенденция роста и удельного веса танков в составе общевойсковых группировок войск, участвующих в локальных войнах и вооружённых конфликтах. Например, в арабо-израильских войнах 1967 года участвовало 3 тыс. танков, в 1973 года — 6,7 тыс., в зоне Персидского залива («Буря в пустыне») — уже более 9 тыс. и т. д. По мнению учёного, в обозримом будущем альтернативы танкам не предвидится.

## Танковые войска России
Организационно танковые войска состоят из танковых объединений (танковая армия), соединений (корпус, танковая дивизия), частей (бригада, полк, отдельный батальон) и подразделений (батальон, рота, взвод), в их составе кроме танковых имеются части и подразделения других родов сухопутных войск (мотострелковых, артиллерийских, ракетных, ПВО, специальных войск). Части и подразделения танковых войск в свою очередь могут входить в состав мотострелковых соединений и частей, в состав морской пехоты, в состав внутренних войск МВД (в настоящее время Росгвардия).

### Имперский период
Броневые силы в Русской Императорской Армии появились сразу с первых дней Первой мировой войны. В то время как в Британии и Германии перед войной было принято решение о бесперспективности нового рода войск, в России ещё в 1905 году проводились исследования по созданию нового рода войск и были приняты в опытную эксплуатацию в четырёх военных округах первые боевые бронированные машины Накашидзе-Шарон. На вооружении имелись броневые (блиндированные) машины (бронеавтомобили), броневые поезда (бронепоезда) и бронелетучки.

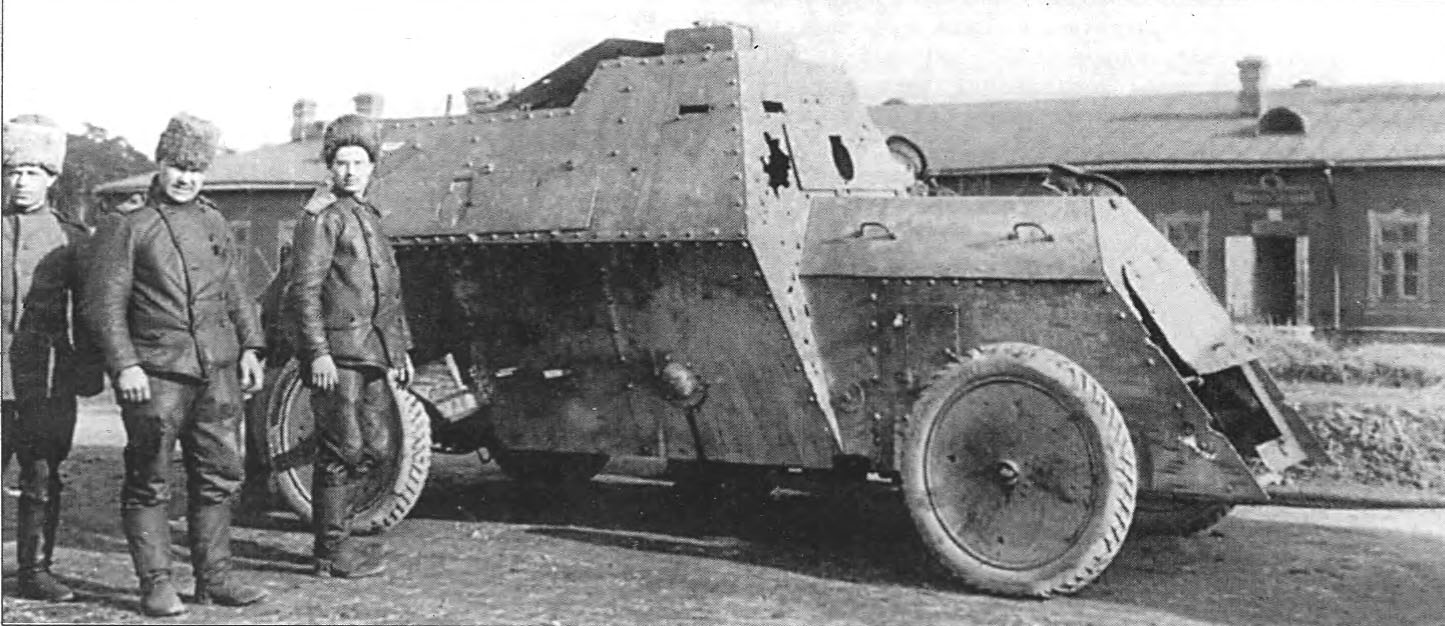
Бронеавтомобиль «Руссо-Балт тип С» № 7 1-й автопулемётной роты. 1915 год

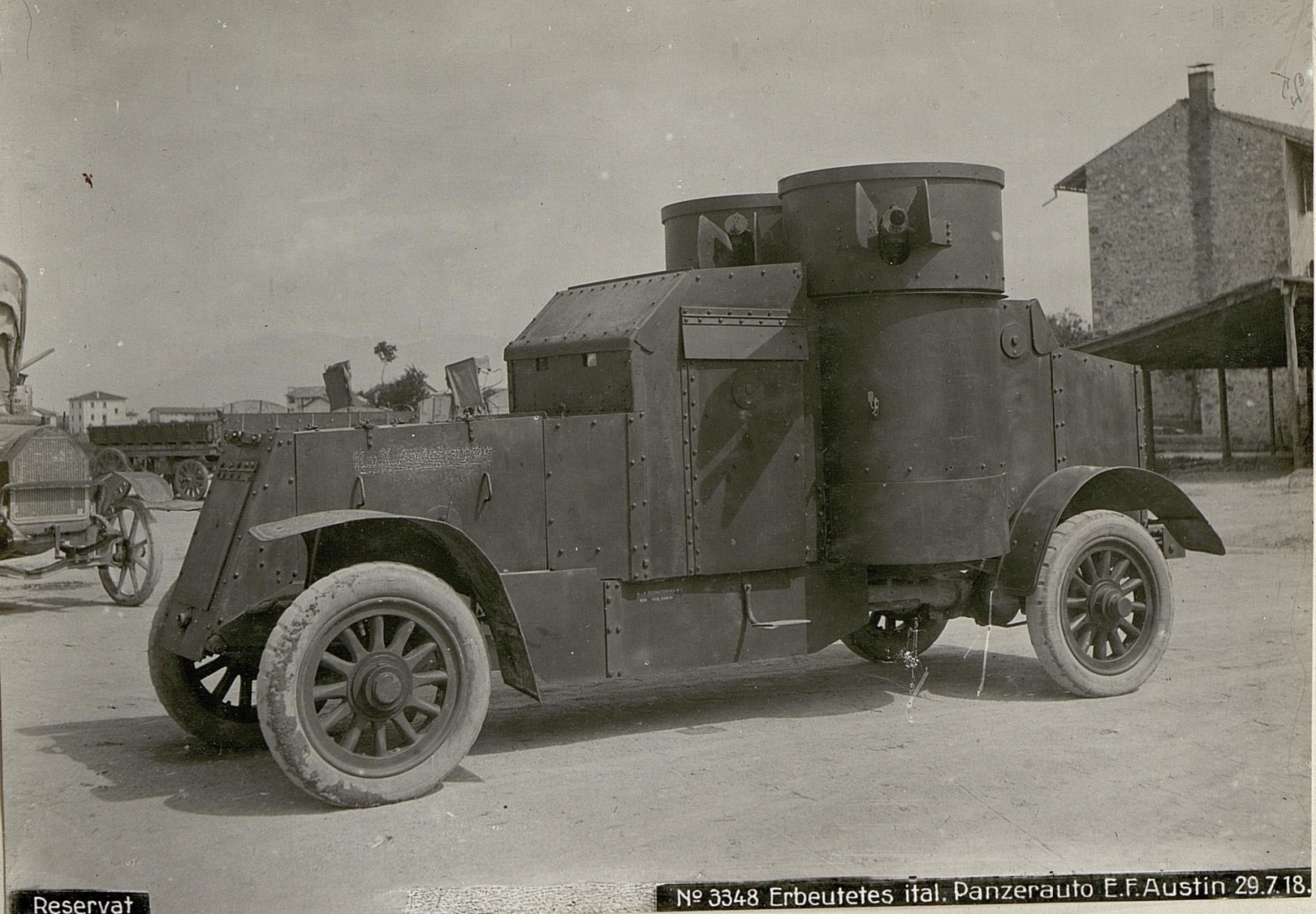
Бронеавтомобиль Остин. 1918

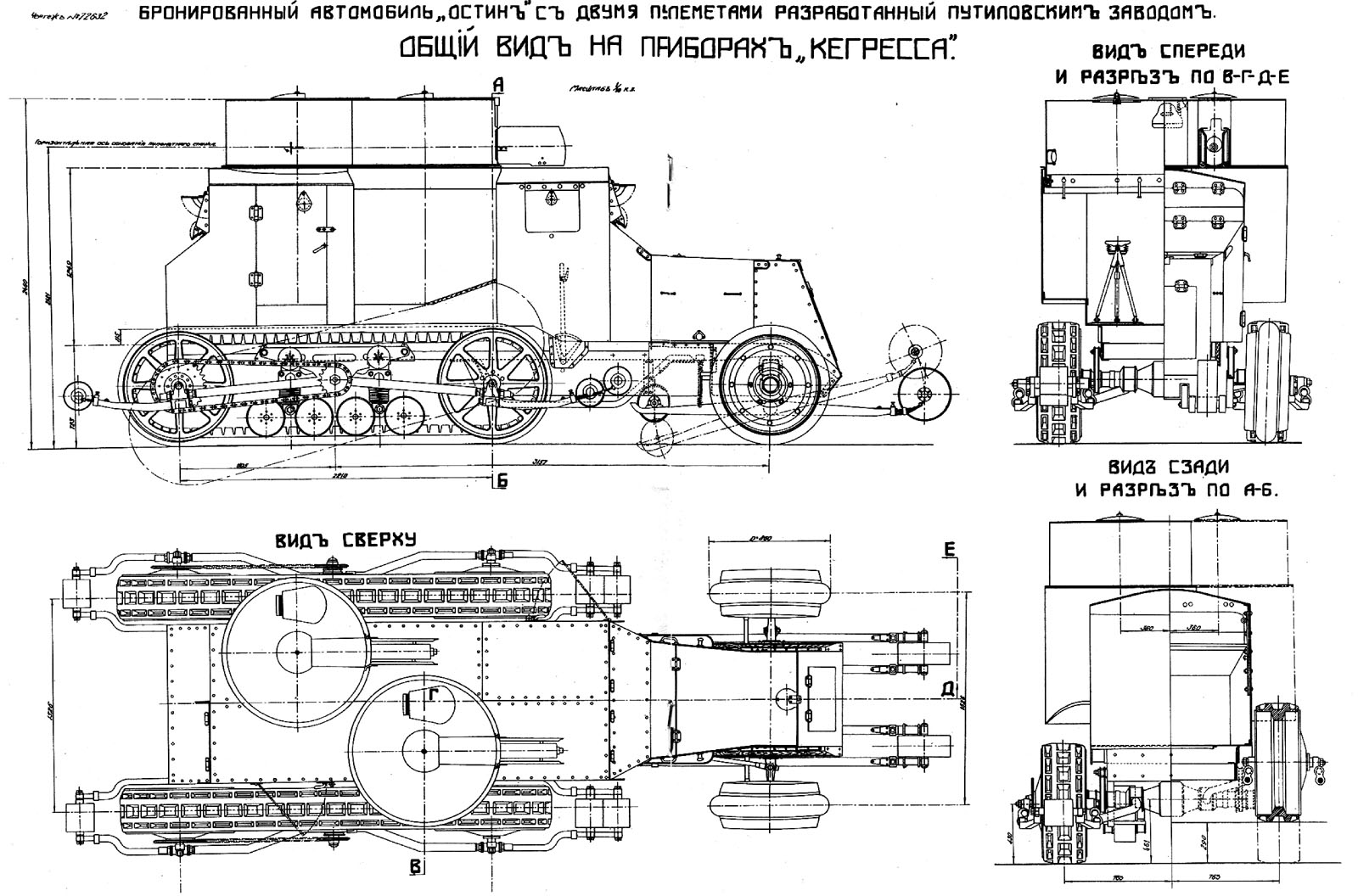
Чертежи Остина-Кегресса

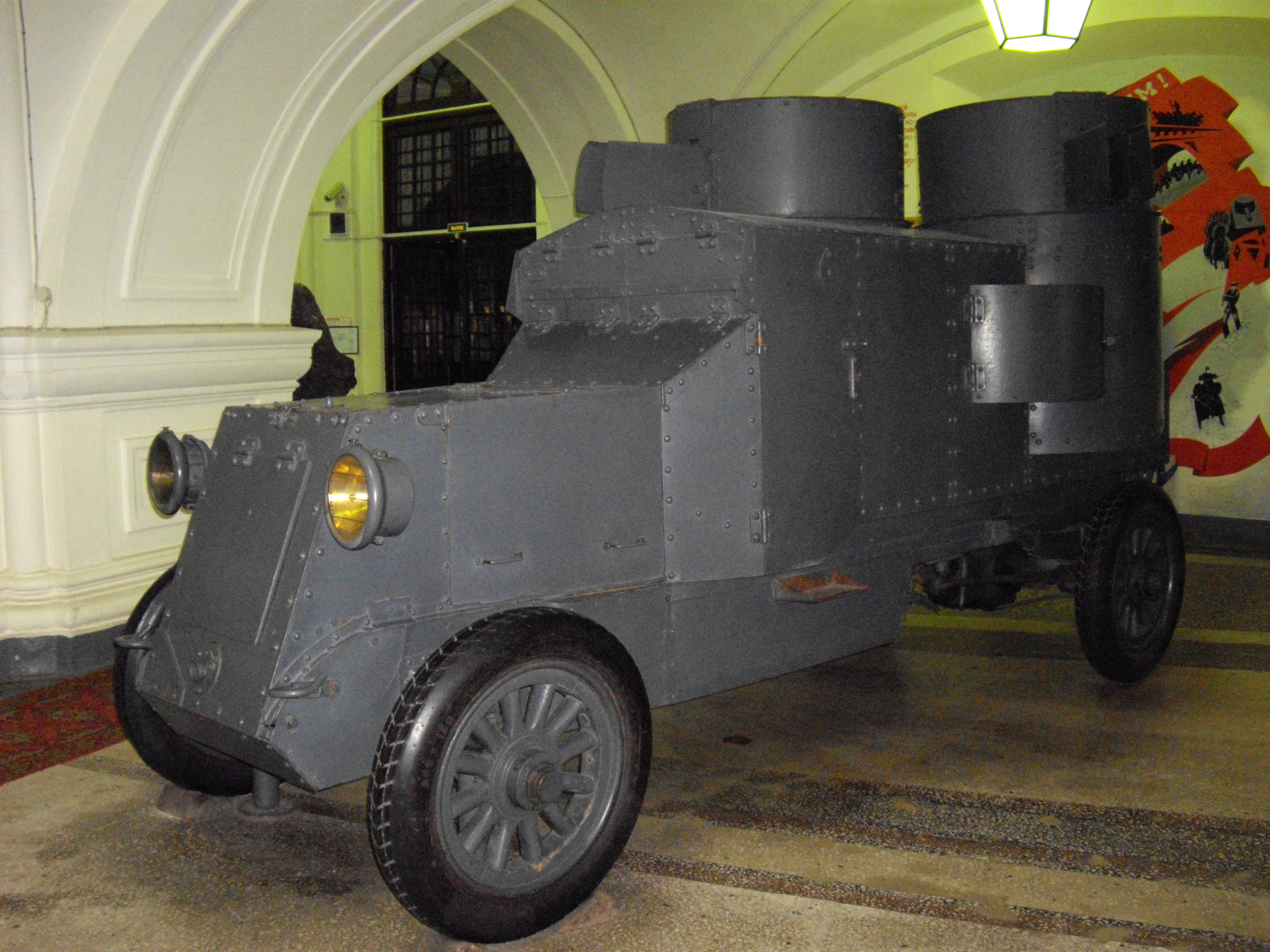
Остин-Путиловец в Арт. музее. 2010

19 августа 1914 года в соответствии с приказом военного министерства на базе 1-й Учебной роты была сформирована 1-я автомобильная пулемётная рота, первое в мире подразделение, вооружённое боевыми бронированными машинами с пулемётами и пушками. Боевые машины роты были изготовлены в кратчайший срок Ижорским заводом в Колпино, это были машины «Руссо-Балт тип С». Впоследствии материальная часть для первых механизированных пулемётных подразделений выпускались на Русско-балтийском вагонном заводе, а также заказывались за рубежом. Так в сентябре 1914 года закупочная комиссия генерала Секретева по разработанным техническим условиям, разместила заказ у английской фирмы Austin Motor Company на поставку серии бронеавтомобилей. Поставки бронеавтомобилей «Остин» продолжались вплоть до 1917 года. Всего было поставлено около 200 бронеавтомобилей трёх серий. В августе 1916 года Главное военно-техническое управление (ГВТУ) Русской Императорской Армии приняло решение производить бронеавтомобили типа «Остин» на Путиловском заводе, так как бронеавтомобили первой серии английской постройки не соответствовали условиям русского театра военных действий из-за слабого бронирования и надёжности. Броневики были отозваны с фронта и отправлены на переделку. Так же было заключено соглашение на поставку 60 шасси грузовиков. Проект «русского Остина» или Остина-Путиловца разработали инженеры Путиловского завода. От базового он отличался 8 мм бронированием, усиленными рамой и задним мостом, диагональным расположением пулемётных башен, броневым прикрытием для пулемётов, использование шин с наполнителем «гуссматик», наличием переднего и заднего постов управления. В том же году была разработана модификация «русского Остина» с гусеничным движителем Кегресса и устройством позволяющим вести огонь одним пулемётом по воздушным целям. Данная конструкция впоследствии была названа «русским типом танка». Серийная постройка броневиков этой серии была организована на Путиловском заводе в марте 1918 года. Было построено около 200 бронеавтомобилей, которые состояли на вооружении РККА до конца 1920-х годов. Несколько броневиков были переданы в 1921 году монгольским вооружённым силам.

### Советский период

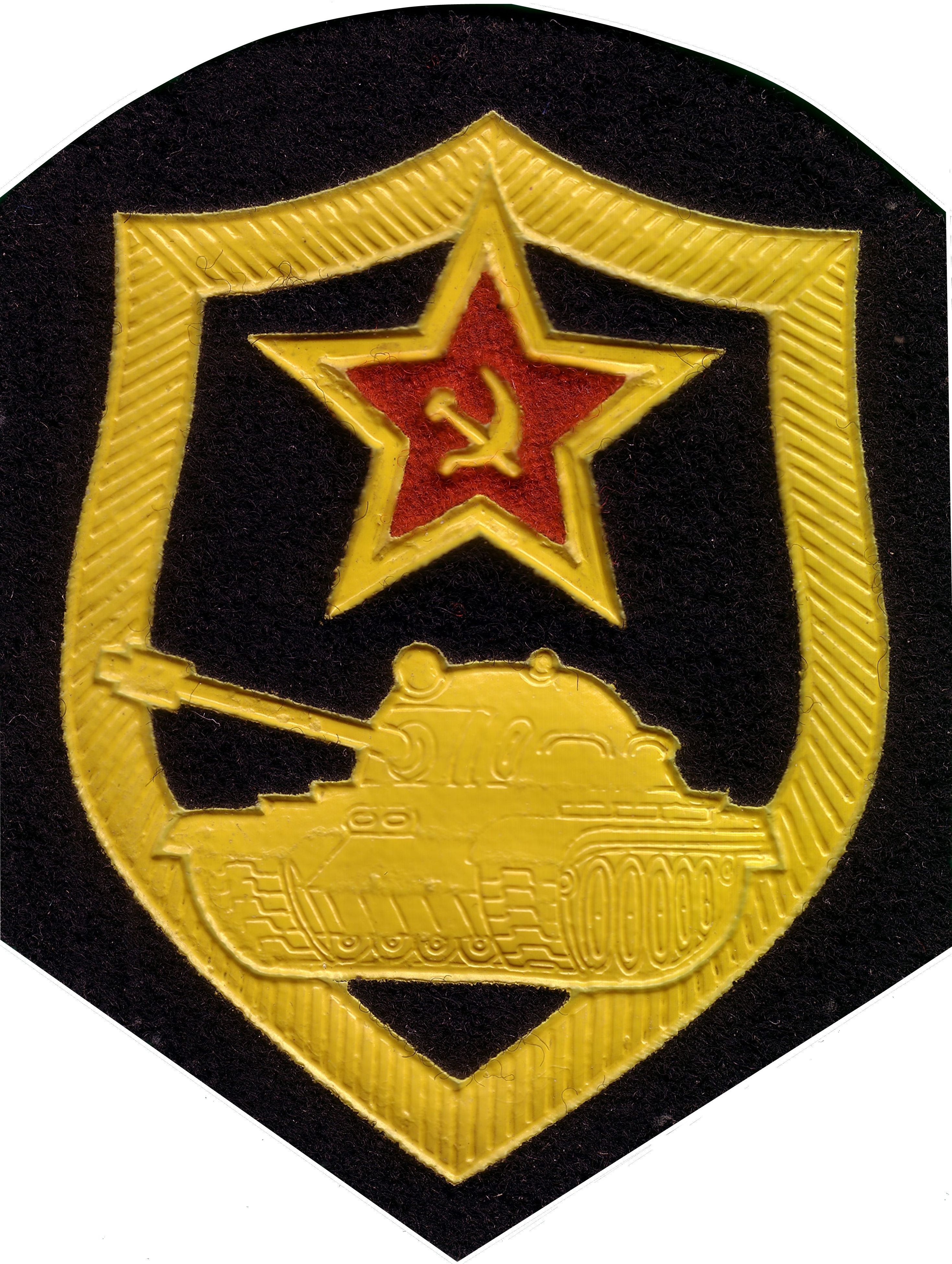
Нарукавный знак по роду войск: Танковые войска СВ ВС СССР

Боевая машина марки «Фиат»

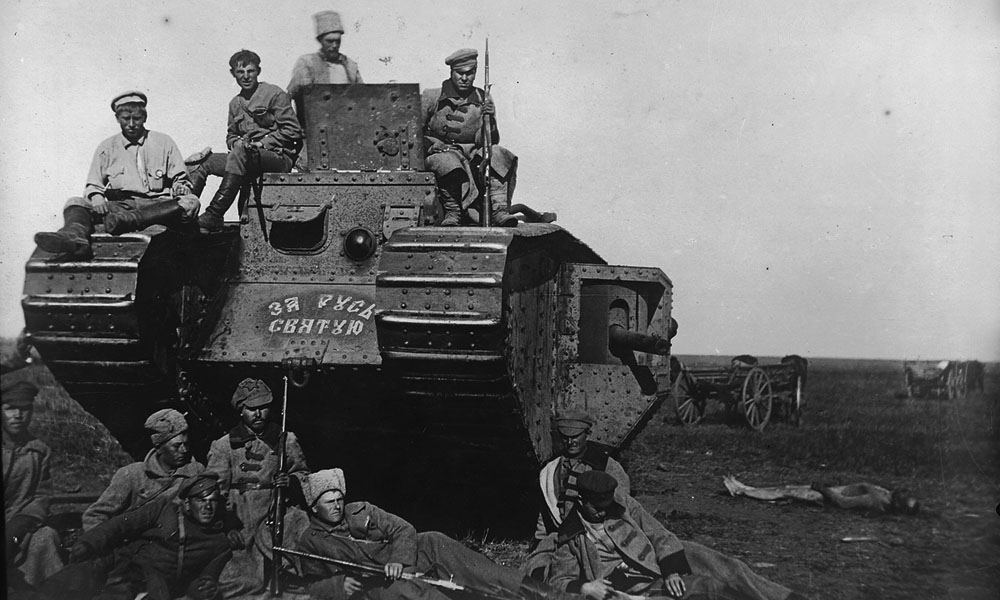
Английский танк, захваченный воинами 51-й стрелковой дивизии под Каховкой 14 октября 1920 года.

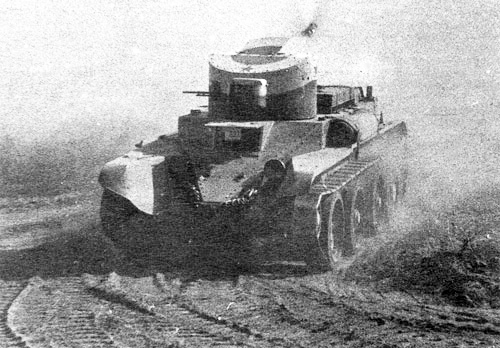
БТ-2 пулемётный на манёврах

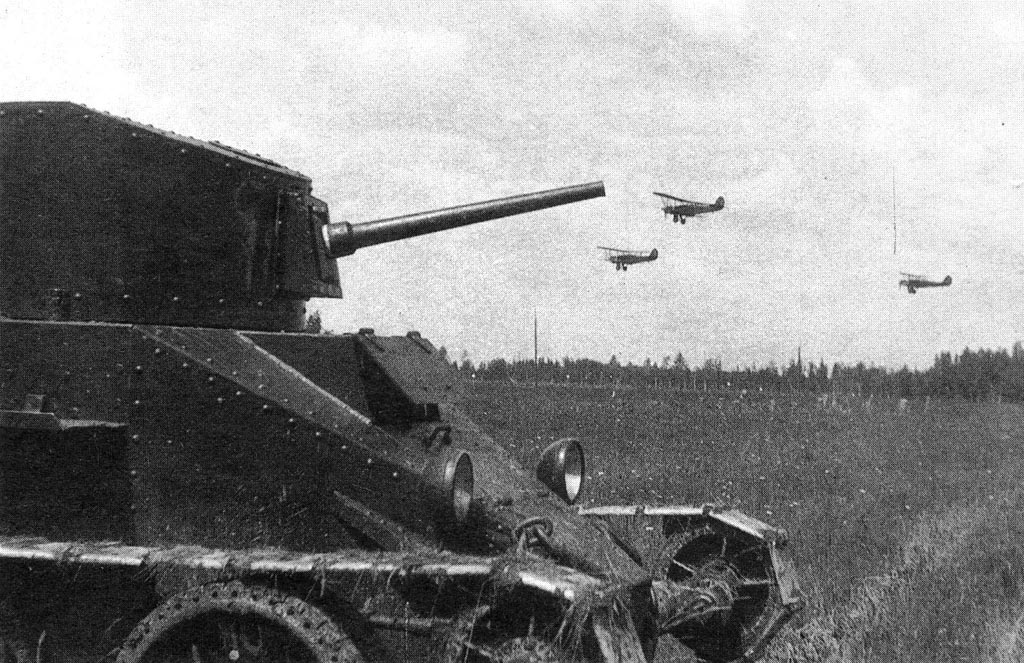
БТ-2 пушечный

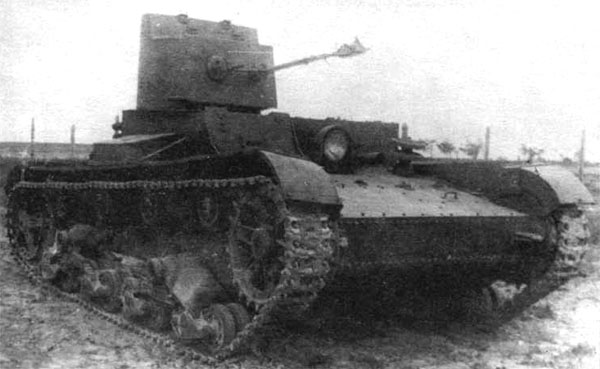
Химический танк ХТ-26

Колонна танков Т-28 из состава 20-й ттбр движется к Карельскому перешейку. Впереди — ледяной ад Зимней войны. Декабрь 1939 года.

Т-28 на огневом рубеже. Карелия, январь 1940 года.

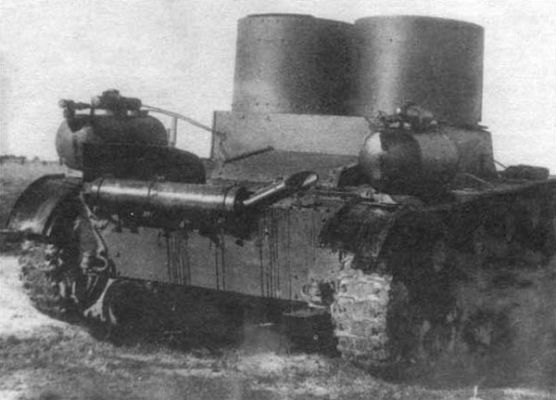
Химический танк ХТ-26. Двухбашенная модификация (вид сзади)

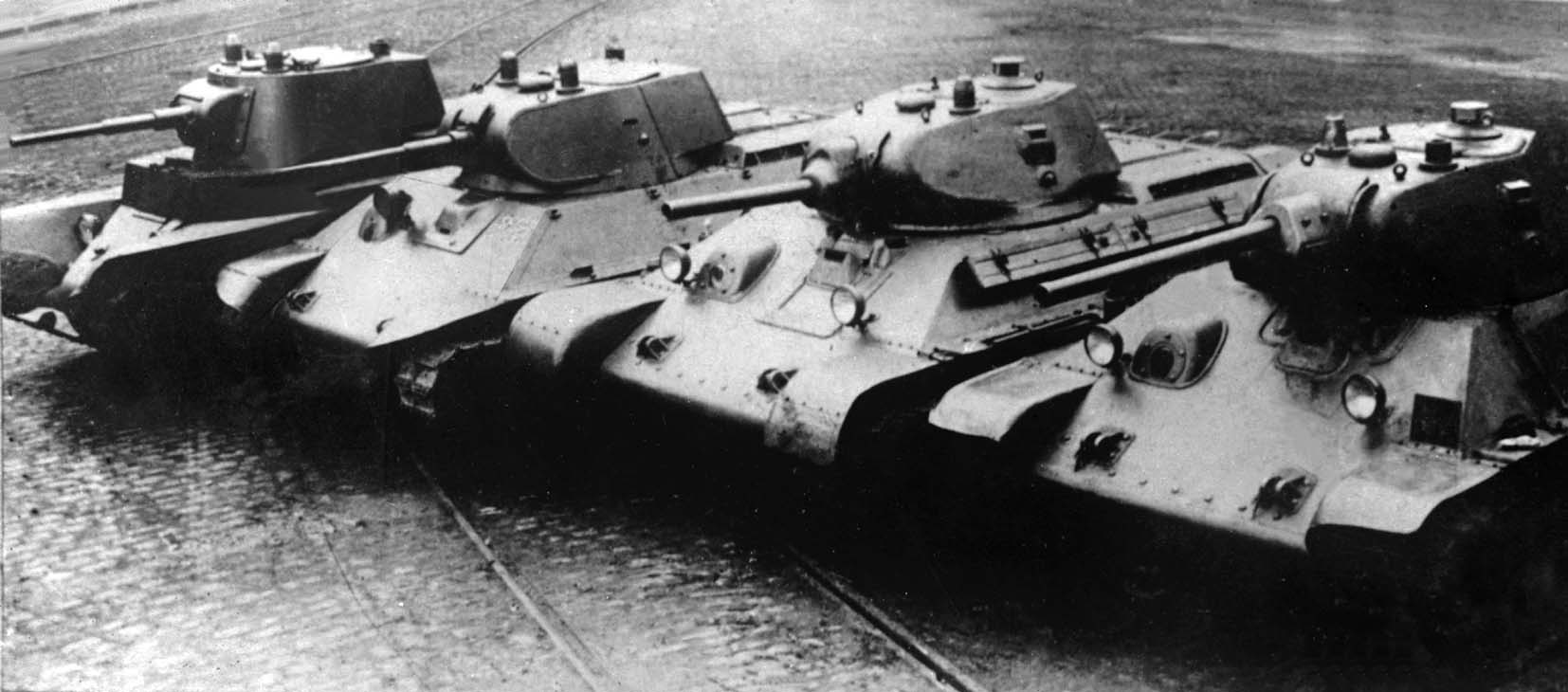
Танки производства ХПЗ им Коминтерна — крупнейшего в СССР танкового завода: БТ-7, А-20, Т-34-76 с пушкой Л-11, Т-34-76 с пушкой Ф-34

Несмотря на огромные экономические трудности гражданской войны, страна изыскивала возможности, чтобы строить броневики, бронепоезда, а затем и танки. Своё начало отечественное танкостроение берёт с 1920 года, когда сормовские рабочие построили первый советский танк, названный «Борец за свободу тов. Ленин».
С началом выпуска первых советских малых танков МС-1 (Т-18) в 1928 году появилась возможность формирования отдельных танковых рот и батальонов. В 1929 году РВС СССР издал постановление о создании механизированной части и на базе 3-го отдельного танкового полка Московского военного округа был создан «Сводный Опытный механизированный полк», командир полка К. Б. Калиновский. 3 ноября 1929 года было создано Управление механизации и моторизации РККА (УММ РККА) на базе автомобильного отдела Военно-технического управления РККА, отдела механической тяги Артиллерийского управления РККА и Инспекции броневых сил. Начальником УММ РККА был назначен командарм 1-го ранга И. А. Халепский, а заместителем К. Б. Калиновский. Под руководством И. А. Халепского и К. Б. Калиновского УММ РККА проделало огромную работу по строительству механизированных войск и созданию автобронетанковой техники..
В 1930 году танкостроительная промышленность начала массовый выпуск танков. Это событие позволило командованию Красной Армии (РККА) формировать моторизованные сначала подразделения, а позже воинские части и соединения.
В 1930 году началась механизация кавалерии, в состав кавдивизий включены один танковый эскадрон и один эскадрон бронемашин. На вооружение танковых эскадронов поступали быстроходные лёгкие танки БТ-2. В 1931 году увеличена механизация кавалерии, в состав кавдивизий включён механизированный полк.
В 1932 году в Киевском военном округе формируется 45-й механизированный корпус (второй в Красной Армии). Командир корпуса Борисенко А. Н.. В корпусе было 500 танков и 200 автомобилей. Корпус являлся самостоятельным оперативным соединением, способным во взаимодействии с артиллерией, авиацией, пехотой прорывать оборону противника на всю глубину и стремительно развивать оперативный успех.
За 1930—1935 годы в КиевВО количество танкеток увеличилось в 24 раза, лёгких танков — в 7,5 раза и средних танков — в 8 раз. В 1936 году были сформированы 1-я моторизованная химическая дивизия в Московском военном округе и 2-я моторизованная химическая дивизия в Приволжском военном округе. В 1935—1937 годах в КиевВО были сформированы 8-я механизированная, 15-я механизированная, 17-я механизированная, 22-я механизированная бригады и 4-я отдельная тяжёлая танковая бригада. Механизированные бригады были включены в состав кавалерийских и танковых корпусов.
В Забайкальском военном округе из химических подразделений была сформирована 25-я бронетанковая бригада.
В годы, предшествовавшие Второй мировой войне, бронесилы РККА оснащались первоклассной по тем временам бронетанковой техникой, созданной советскими конструкторскими коллективами на основе лучших английских и американских (из них следует прежде всего отметить танки серии БТ) образцов. При создании первого танка этого семейства БТ-2 за основу была взята одна из лучших разработок американского конструктора Кристи (Танк Кристи), названная конструктором «модель 1940 года». Обладая исключительными скоростными данными и хорошей проходимостью, этот танк, а также последовавшие за ним модификации БТ-5 и БТ-7, вскоре стал основной машиной танковых частей РККА. Серийное производство танков БТ осуществлялось на Харьковском паровозостроительном заводе им. Коминтерна с 1932 по 1940 год. За эти годы было выпущено около 8 тыс. танков БТ. Конструкторское бюро завода разработало 50 различных модификаций танка, из которых серийно выпускалось 12. Другой основной танк РККА — Т-26 — был разработан на базе шеститонного танка английской фирмы Виккерс. Первоначально этот танк имел две пулемётные башни подобно его английскому аналогу. Затем обе башни были заменены одной, со спаренной установкой 37-мм пушки и 7,62-мм пулемёта. Вскоре вместо 37-мм пушки стали устанавливать более мощную 45-мм пушку образца 1932 года.
В 1938 году цилиндрическая башня была заменена конической, в том же году начали устанавливать на танк телескопический прицел ТОС со стабилизацией линии прицеливания в вертикальной плоскости. Всего было выпущено более 11 000 танков этого типа. При непрерывном совершенствовании танков БТ и Т-26 советское танкостроение выпускало танки и собственной конструкции.
В 1933—1934 годах были созданы и запущены в серийное производство средний танк Т-28 и тяжёлый танк Т-35. На их внешнем виде ещё сказывалось влияние 16-тонных танков и танков «Индепендент» фирмы Виккерс, но в принципе это были уже оригинальные машины с отечественным вооружением, двигателем и другими механизмами. Создание так называемых «малых» танков также началось с лицензионного производства английской танкетки фирмы «Карден-Ллойд» (советское обозначение Т-27). Затем был налажен выпуск плавающих танков Т-37, Т-38 и Т-40 с броней толщиной около 10 мм. Различие между Т-37 и Т-38 заключалось в основном в конструкции отдельных механизмов. Каждый из них был вооружён одним 7,62-мм пулемётом. Танк Т-40 имел более мощный двигатель и 12,7-мм крупнокалиберный пулемёт. Всего промышленностью было выпущено 2627 танков Т-37 и 1382 танка Т-38. Опыт боёв в Испании, у озера Хасан и на реке Халхин-Гол показал, что общепринятое противопульное бронирование танков уже не отвечает требованиям времени.
В 1937 году на повестку дня встал вопрос создания танков с противоснарядным бронированием. Конструкции таких танков разрабатывались танковыми КБ Ленинградского Кировского завода и Харьковского паровозостроительного завода. После испытания опытных образцов танков с противоснарядным бронированием (А-20, А-32, СМК, Т-100 и КВ-1) в декабре 1939 года на вооружение были приняты тяжёлый танк КВ-1 и средний танк Т-34 (Т-34 не имел опытного образца). Эти танки явились качественно новой ступенью в развитии советской и мировой танковой техники. В них оптимально сочетались огневая мощь, бронирование и подвижность. Впервые на серийных танках устанавливались дизельные двигатели, обладавшие бесспорным преимуществом перед карбюраторными. Важным достоинством новых танков было то, что их конструкции отвечали требованиям крупносерийного производства и позволяли осуществлять ремонт в полевых условиях.
В 1938 году были произведены изменения структур танковых соединений и их перенумерация.
Весной в Московском военном округе 1-я моторизованная химическая дивизия переформирована в 31 химическую танковую бригаду, в Приволжском военном округе 2-я моторизованная химическая дивизия переформирована в 33-ю химическую танковую бригаду.
Танковые соединения КиевОВО: 25-й танковый корпус, танковые бригады и танковые полки кавалерийских дивизий, в сентябре — октябре 1939 года участвовали в освободительном походе в восточную Польшу. С 17 по 28 сентября в составе Украинского фронта танкисты выполняли боевые задачи.
С весны 1940 года танковая промышленность СССР начала перестраиваться на выпуск новых танков. Накануне нападения фашистской Германии на СССР в РККА насчитывалось шестьсот тридцать шесть танков КВ-1 и одна тысяча двести двадцать пять танков Т-34. Всего на 22 июня 1941 года в войсках имелось 23 140 танков всех типов. К этому числу следует добавить примерно 4300 бронеавтомобилей, значительную долю среди которых составляли БА-6 и БА-10, по вооружению и бронированию не уступавшие лёгким танкам. Широкомасштабное производство бронетанковой техники позволяло руководству РККА формировать соединения танковых войск, способные решать все задачи в рамках глубокой наступательной операции. На разных этапах строительства танковых войск это были механизированные бригады, механизированные корпуса или моторизованные дивизии.
В июне 1940 года, исходя из опыта войны в Западной Европе, было решено восстановить расформированные в 1939 году механизированные корпуса (мехкорпус) как средство решительного манёвра и достижения победы. В состав мехкорпуса новой организации входили две танковые и одна моторизованная дивизии, мотоциклетный полк, отдельные батальоны — связи и инженерный, а также авиационная эскадрилья.
По штату военного времени механизированному корпусу полагалось иметь 36 000 человек личного состава, 1031 танк, в том числе 546 новых танков КВ-1 и Т-34, 358 орудий и миномётов, 268 бронемашин. Всего формировалось двадцать девять мехкорпусов и две отдельные танковые дивизии.
Танковая дивизия состояла из двух танковых, мотострелкового и артиллерийского полков, а также подразделений обеспечения и обслуживания. Её штатная численность составляла 11 343 человека, на вооружении состояло 375 танков, 60 различных орудий и миномётов, а также другая техника.
Моторизованная дивизия в составе двух мотострелковых, одного танкового и артиллерийского полков и подразделений обеспечения и обслуживания должна была насчитывать 11 650 человек, 275 танков и около 100 орудий и миномётов.
В связи с подготовкой операции в Бессарабии и Северной Буковине формирование механизированных корпусов временно прекратилось.
Танковые соединения разных округов для усиления войск КиевОВО были передислоцированы на территорию Украинской ССР. В июне-июле 1940 года танковые бригады и танковые полки кавалерийских дивизий принимали участие в составе Южного фронта в освободительном походе рабочих и крестьян от гнёта капиталистов и помещиков в Бессарабию, оккупированную Румынией, и Северную Буковину. В их числе были 4-я легкотанковая бригада и 14-я тяжёлая танковая бригада 9-й армии. Подвижные моторизованные отряды 9-я армии, выделенные от 9-й кавдивизии и 32-й кавдивизии 5-го кавалерийского корпуса, 25-й стрелковой дивизии 55-го стрелкового корпуса и 95-й стрелковой дивизии 35-го стрелкового корпуса в короткие сроки выдвинулись к переправам на реках Прут и Дунай, взяли их под охрану.
После окончания операции в Бессарабии и Северной Буковине были сформированы несколько механизированных корпусов, в Киевском ОВО — 4-й, 8-й, 9-й; в Одесском ВО — 2-й (3с).
В 1940 году в КиевОВО командиров для автобронетанковых войск готовили военные училища: Киевское танко-техническое училище, Киевское военно-политическое, Киевское медицинское училище, 1-е и 2-е Киевские артиллерийские училища, Киевское военное училище связи имени М. И. Калинина.
В феврале — марте 1941 года продолжилось формирование механизированных корпусов: в Киевском ОВО — 15-й, 16-й, 19-й, 22-й и 24-го.
Великая Отечественная война

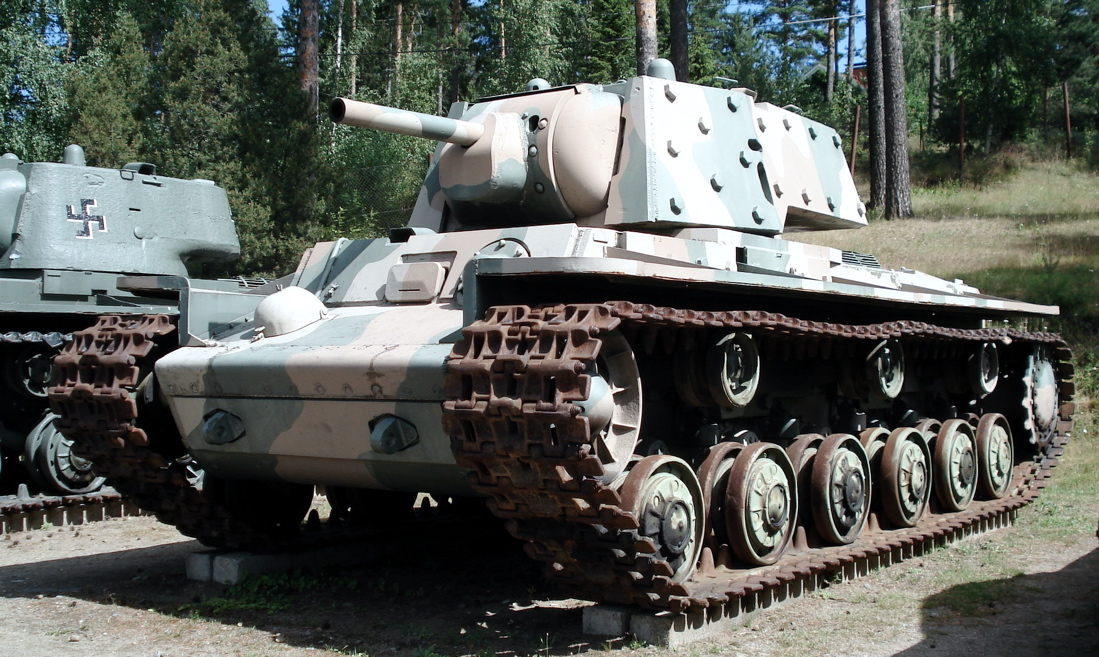
КВ-1Е 1941 года выпуска, Танковый музей г. Парола, Финляндия

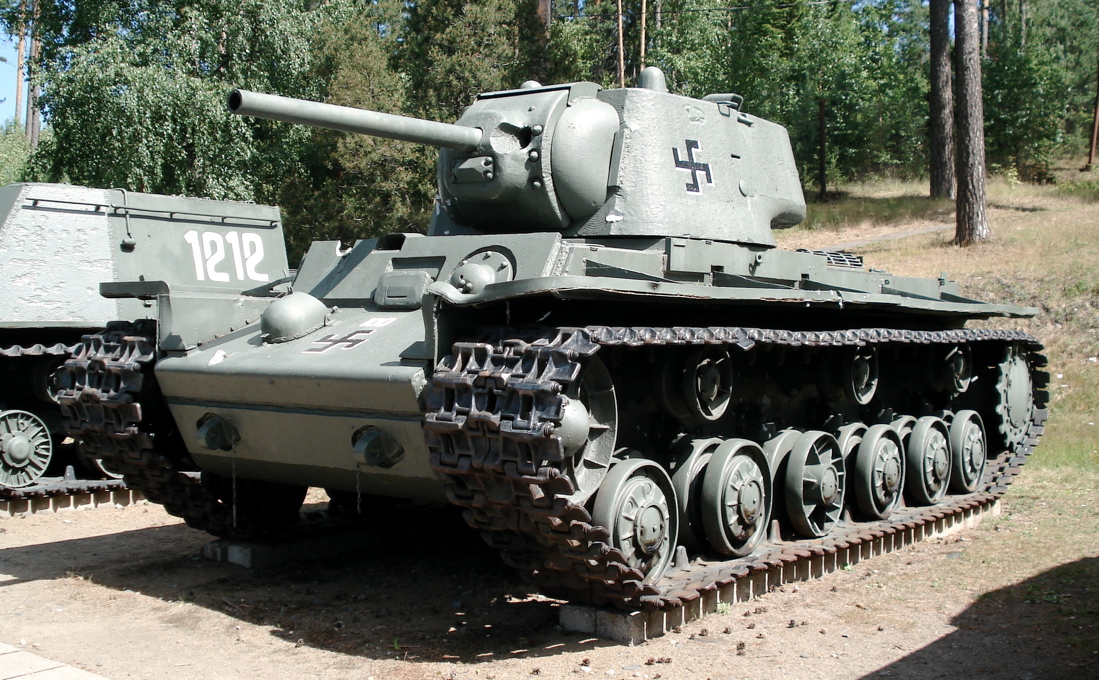
КВ-1 1942 года выпуска, Танковый музей г. Парола, Финляндия

В ходе Великой Отечественной войны, в связи с большими потерями бронетанковой техники в РККА, был осуществлён переход от крупных соединений (корпуса, дивизии) к более мелким — бригадам, и частям (полкам и отд. батальонам). Организация и вооружение танковой бригады в ходе войны неоднократно менялись, и лишь в ноябре 1943 года были утверждены штаты, которые просуществовали до конца войны. Согласно им бригада состояла из трёх батальонов танков Т-34, мотострелкового батальона и подразделений обеспечения и обслуживания. В бригаде числилось 1354 человека личного состава и 65 танков Т-34.
С весны 1942 года начали создаваться танковые корпуса в составе трёх танковых и мотострелковой бригад, разведывательного батальона, дивизионов зенитной и реактивной артиллерии и подразделений обеспечения. В сентябре 1942 года начали формироваться механизированные корпуса, которые отличались от танковых наличием большего количества мотострелков. В мае — августе 1942 года создаются первые четыре танковые армии, в которые первоначально, кроме танковых корпусов, входили и стрелковые соединения.
С весны 1943 года в состав танковых армий входят только подвижные соединения: два танковых корпуса и один механизированный корпус.
В ходе войны бронетанковая техника непрерывно совершенствовалась. Огромное значение в повышении боевой эффективности танка Т-34 имела установка на нём в 1943 году 85-мм пушки, разработанной под руководством В. Г. Грабина (Танк Т-34-85). Развитие тяжёлых танков ознаменовалось созданием танков КВ-85, ИС-2 и ИС-3, равных которым не было ни в одной армии мира. Были созданы самоходно-артиллерийские установки (САУ), которых перед войной в РККА фактически не было. Всего за годы Великой Отечественной войны советская танковая промышленность изготовила около 97 700 танков и самоходно-артиллерийских установок.
В конце второй мировой войны в танковых войсках РККА насчитывалось шесть танковых армий, четырнадцать отдельных танковых и семь механизированных корпусов. Ещё две танковые дивизии — 61 и 111 — находились на Дальнем Востоке, в составе Забайкальского военного округа. На их вооружении находилось более 35 300 танков и самоходно-артиллерийских установок. Понесённые в ходе войны РККА потери оцениваются в 63 229 танков и самоходно-артиллерийских установок.
Послевоенный период
Опыт второй мировой войны наглядно показал, что в маневренных операциях Сухопутных войск невозможно добиться успеха без танков.
В послевоенный период во всех армиях мира танки все в большем количестве стали включать в состав общевойсковых соединений.
По окончании Великой Отечественной войны танковые войска вступили в полосу реорганизации. В состав танковых и механизированных корпусов были введены тяжелые танковые и самоходно-артиллерийские полки, объединенные в тяжелую танко-самоходную бригаду.
Танковые армии были приведены к единому составу из двух танковых и одной механизированной дивизий (кроме 6-й гв. ТА, отправленной на Дальний Восток для участия в войне против Японии): 
- 1 гв. ТА в составе: 9 тд, 11 гв. тд, 8 гв. мехд;
- 2 гв. ТА: 9 гв. тд, 12 гв. тд, 1 мехд;
- 3 гв. ТА: 6 гв. тд, 7 гв. тд, 9 мехд;
- 4 гв. ТА: 10 гв. тд, 25 тд, 6 гв. мехд;
- 5 гв. ТА: 8 гв. тд, 29 тд, 8 мехд.

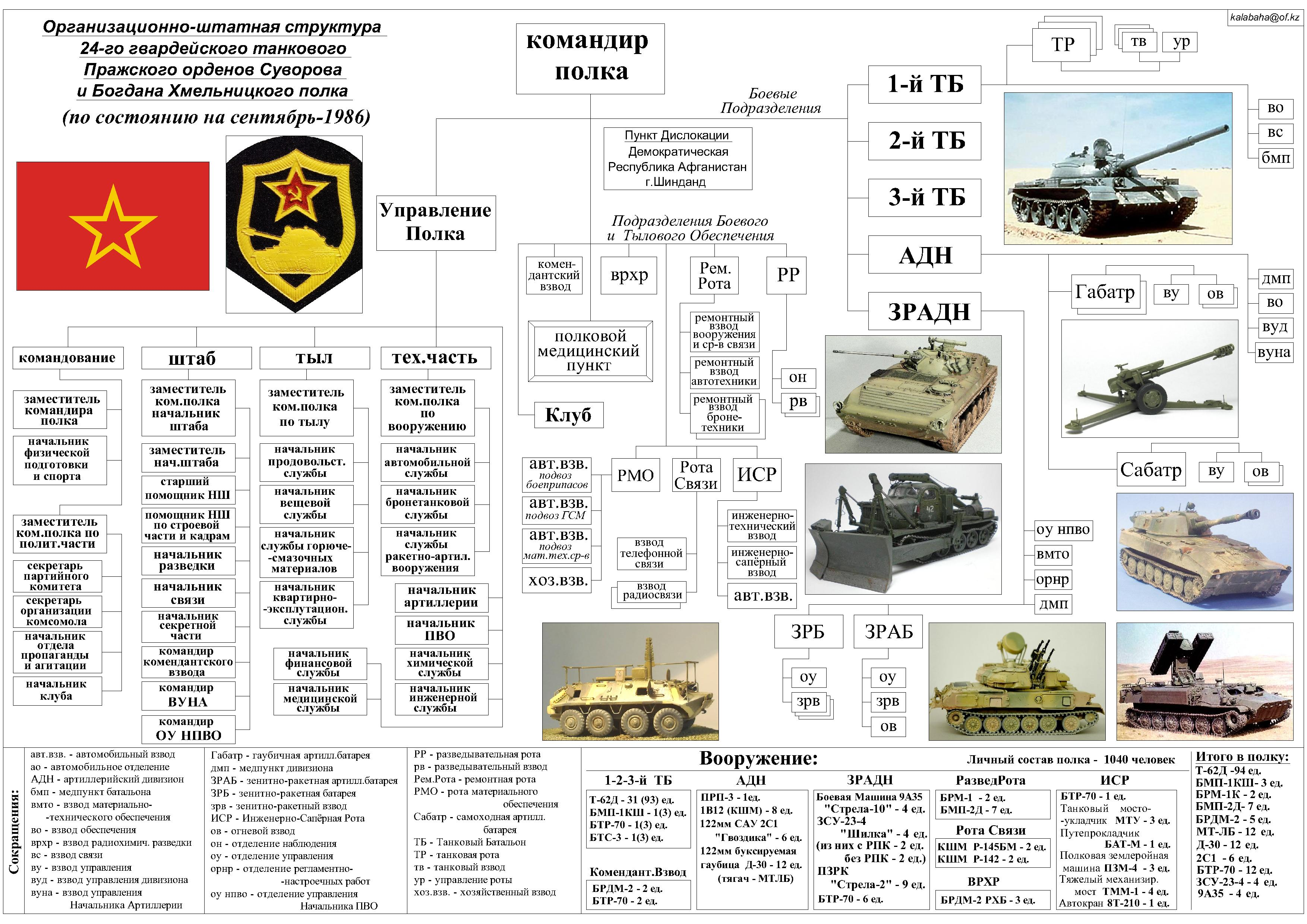
Организационно-штатная структура 24-го гвардейского танкового полка на сентябрь 1986 года.

В июне 1945 г было принято решение о преобразовании корпусов в дивизии, а бригад в полки. Одновременно в целях усиления сухопутных войск было решено до конца 1945 г сформировать 30 новых механизированных дивизий по 185 средних и 65 тяжелых танков и сау в каждой. Для укомплектования новых формирований(5550 средних танков) постановлением Государственного Комитета Обороны СССР было решено сохранить выпуск средних танков на прежнем уровне.
Первые механизированные дивизии были развернуты на базе кавалерийских дивизий — дивизии 6 гв кавкорпуса (8, 13 и 15 гв кд) переформированы в 10 гв, 11 гв и 12 гв мд, а 8, 32 и 63 кд переформировали в 11, 12 и 13 мд. Следующая волна формирований была осенью 1945 г, когда с 24 октября 1945 г были сформированы на базе стрелковых дивизий за номерами 13 гв — 27 гв мд и 14 — 22 мд. К концу года было решено сформировать ещё дополнительные механизированные дивизии во внутренних округах за номерами 23-28 и 28 гв — 36 гв. Эти масштабные переформирования вызвали временное сокращение штатов танковых полков до 44 танков и отдельных батальонов механизированных полков до 21 танка.
В 40-х, 50-х и начале 60-х годов в СССР велись работы по созданию танков всех трех весовых категорий. В результате на вооружение были приняты легкий танк ПТ-76, средние танки Т-54, Т-55, Т-62, тяжелые танки ИС-4, Т-10, Т-10М. Это танки первого послевоенного поколения.
В конце 70-х годов XX века на вооружении вооружённых сил СССР состояло 68 000 танков.

### Российский период
На 2024 год танковые войска России состояли из 23 танковых полков и двух танковых бригад. Танковые батальоны имеются в большинстве мотострелковых полков и бригад. 
|  | 1-я гвардейская танковая Краснознамённая армия |
|  | 4-я гвардейская танковая Кантемировская ордена Ленина Краснознамённая дивизия имени Ю. В. Андропова                                                                                 |
|  | 47-я танковая Ченстоховская Краснознамённая, ордена Кутузова дивизия |
|  | 90-я гвардейская танковая Витебско-Новгородская дважды Краснознамённая дивизия |
|  | 5-я отдельная гвардейская танковая Тацинская Краснознамённая, ордена Суворова бригада                                                                                               |
|  | 11-я отдельная танковая бригада |
|  | 1-й гвардейский танковый Чертковский дважды ордена Ленина, Краснознамённый, орденов Суворова, Кутузова и Богдана Хмельницкого полк имени маршала бронетанковых войск М. Е. Катукова |
|  | 6-й гвардейский танковый Львовский ордена Ленина, Краснознамённый, орденов Суворова, Кутузова и Богдана Хмельницкого полк                                                           |
|  | 10-й гвардейский танковый полк |
|  | 11-й танковый полк |
|  | 12-й гвардейский танковый Шепетовский Краснознамённый, орденов Суворова и Кутузова полк имени маршала бронетанковых войск П. П. Полубоярова                                         |
|  | 13-й гвардейский танковый Шепетовский Краснознамённый, орденов Суворова и Кутузова полк                                                                                             |
|  | 15-й танковый полк |
|  | 17-й танковый полк |
|  | 19-й танковый полк |
|  | 26-й танковый Феодосийский ордена Александра Невского полк |
|  | 59-й гвардейский танковый Люблинский дважды Краснознамённый, орденов Суворова и Кутузова полк                                                                                       |
|  | 68-й гвардейский танковый Житомирско-Берлинский Краснознамённый орденов Суворова, Кутузова, Богдана Хмельницкого и Александра Невского полк                                         |
|  | 80-й гвардейский танковый Краснознамённый полк |
|  | 89-й танковый полк |
|  | 91-й танковый полк |
|  | 153-й танковый Смоленский Краснознамённый, ордена Кутузова полк |
|  | 163-й гвардейский танковый Нежинский ордена Красной Звезды полк |
|  | 214-й танковый полк |
|  | 218-й танковый полк |
|  | 237-й танковый Краснознамённый, орденов Александра Суворова и Богдана Хмельницкого полк                                                                                             |
|  | 239-й гвардейский танковый Краснознамённый, орденов Жукова, Суворова, Кутузова и Александра Невского Оренбургский казачий полк                                                      |
|  | 453-й танковый полк |
|  | 504-й танковый полк |

### День танкиста
День танкиста установлен в ознаменование больших заслуг бронетанковых и механизированных войск в разгроме противника в годы Великой Отечественной войны, а также за заслуги танкостроителей в оснащении вооружённых сил страны бронетанковой техникой.
В ходе битвы на Курской дуге 12 июля 1943 года состоялось крупнейшее танковое сражение Второй мировой войны.
В следующем году, 11 сентября 1944 года, танковые войска, являющие собой большую огневую мощь и ударную силу, сделали прорыв в обороне противника и остановили его наступление, добившись тем самым серьезных успехов во время проведения Восточно-Карпатской операции.
Профессиональный праздник советских танкистов был учрежден Указом Президиума Верховного Совета СССР от 11 июля 1946 года.Приказ Министра Вооруженных Сил Союза ССР № 27
8 сентября 1946 года, в соответствии с приказом министра Вооруженных Сил, в Москве на Красной площади был проведен парад-марш гвардейской танковой Кантемировской дивизии, что стало первым официальным празднованием Дня танкиста.
В Российской Федерации День танкиста отмечается во второе воскресенье сентября.

## Танковые войска ВС других государств

### Великобритания
Великобритания, первой применившая танки на поле боя и накопившая большой опыт их использования в боях до конца Первой мировой войны, пыталась в межвоенное время совершенствовать свою бронетанковую технику и её организацию. Были сформированы сначала «Экспериментальные механизированные силы», а после их упразднения — «Экспериментальные броневые силы», регулярно проводились крупные маневры. В итоге 10-летних изысканий восторжествовала точка зрения, что пришла пора постепенной замены кавалерии как подвижных войск на бронетанковые войска. Именно кавалерийские полки и стали постепенно преобразовываться в танковые, потому подразделения танковых войск являются преемниками британской кавалерии: они унаследовали наименования и воинские почести многих кавалерийских полков. К началу 1930-х годов М. Н. Тухачевский считал англичан мировыми лидерами в развитии бронетанковых войск. Но политика постепенного внедрения танков в кавалерию и в пехоту выродилась в появление соответственно «кавалерийских» и «пехотных» танков, предназначенных действовать в боевых порядках этих родов войск, подстраиваясь под их тактику. За эту концепцию британцам пришлось заплатить большую цену в первые годы второй мировой войны.
После реформы ОШС в 2010-х, представляют собой три полка вооружённых танками Челленджер 2: Её Величества королевский гусарский полк, Его Величества королевский гусарский полк и Королевский танковый полк. Полки сосредоточены в бригадах 3-й дивизии — по одному полку на бригаду. В каждом полку насчитывается 56 танков и 8 БРМ «Скимитар». А также полки лёгкой кавалерии (на бронемашинах Шакал) и бронекавалерии (на CVR(T)).

### Израиль
Являются главной ударной силой СВ, используются для проведения наступлений в составе ударных групп, контрударов и для усиления устойчивости обороны. Основной тактической единицей является бронетанковая бригада: 3 регулярных, 1 учебная, 8 резервных. На 2023 год на вооружении танковых войск СВ Израиля находилось 400 танков Меркава 4 + в резерве 700 танков Меркава 3 и 200 Меркава 4. Бронетанковая бригада состоит из 3 танковых батальонов и частей боевого и тылового обеспечения. По штату в бригаде 102 танка, в батальоне 33 танка, в роте 10 танков (4 взвода по 2 танка).

### Индия
Существуют с 1 мая 1941 года когда был основан Индийский бронетанковый корпус в Британской индийской армии. Принимали участие во Второй мировой войне, Первой и Второй индо-пакистанских войнах. Основной тактической единицей является бронетанковый полк размером с батальон. Часть полков ведут историю от кавалерийских полков Британской индийской армии, сохраняя изначальное название, но имея танковый профиль деятельности. Полки входят в состав бронетанковых/мотопехотных дивизий и 8 отдельных бронетанковых бригад. На 2023 год на вооружении состоят 3740 танков (из них 2418 T-72M1, >1200 Т-90С).

### Пакистан
Являются главной ударной силой сухопутных войск. Основной тактической единицей является танковый полк (44 танка), многие из которых ведут историю от кавалерийских полков Британской индийской армии. Танковые полки входят в состав механизированных и бронетанковых бригад (по два танковых полка). На 2023 год на вооружении находилось 2537 танков. Так как Исламабад рассматривает Индию как своего основного противника, танковым войскам уделяется большое внимание в силу наличия равнинного ТВД. В частности организовано производство собственных танков «Аль-Халид» в целях своевременной модернизации танковых войск.

### США
На 2017 год в Сухопутных войсках организационно представлены бронетанковыми бригадами с батальонами смешанного состава. В Корпусе морской пехоты танковые подразделения представлены отдельными батальонами (с 2021 года расформированы). Общее количество бронетанковых бригад в подчинении FORSCOM, согласно реформе, достигает 11 формирований.
В состав каждой бронетанковой бригады входит 3,5 тысячи военных, 87 танков, 18 самоходных гаубиц Paladin, 18 120-мм самоходных миномётов, более 400 автомобилей Humwee, а также 144 БМП и БРМ Bradley.
Основная масса бронетанковых бригад (9 из 11) сосредоточена в дивизиях 3-го бронетанкового корпуса. Помимо этого пятью (1-34, 30, 116, 155, 278) бронетанковыми бригадами располагает Армия Национальной гвардии.

### Франция
Включают в себя два сегмента: танковые и бронекавалерийские (разведывательные) полки. Руководит ими инспектор бронетанковых войск, подчинённый начальнику штаба СВ. Отвечает за боевую готовность бронетанковых частей и соединений, разработку ОШС и оснащение БТТ. Основной штатной единицей является полк. На вооружении танковых войск СВ Франции состоят основные боевые танки Леклерк, колёсные танки AMX-10RC, ERC-90 Sagaie. Бронекавалерия занимается ведением разведки, охранением соединений в бою, а также иногда, при нужде, ведением ограниченных боевых операций.
Полк состоит из эскадронов (рот): управления и обслуживания, 4 бронекавалерийских/танковых. В бронекавалерийском полку на 1984 год насчитывалось 860 чел. личного состава, 48 колёсных танков, 50 БТР VAB и другой техники. В танковом полку 800 чел., 54 танка, 19 БМП, 16 БТР VAB и другая техника.

## Формирования

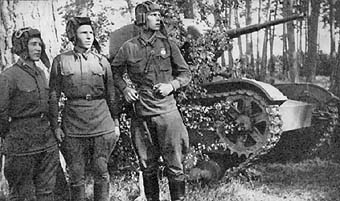
Экипаж основного танка Т-26.

Представлены основные формирования танковых войск.
| Наименование формирования (сокращённое) | Размер        | В составе           | Постоянное или временное | Знак |
| --------------------------------------- | ------------- | ------------------- | ------------------------ | ---- |
| Танковое отделение (то, экипаж)         | Подразделение | Танкового взвода    | Постоянное               |      |
| Танковый взвод (тв)                     | Подразделение | Танковой роты       | Постоянное               |      |
| Танковая рота (тр)                      | Подразделение | Танкового батальона | Постоянное               |      |
| Танковый батальон (тб)                  | Подразделение | Танкового полка     | Постоянное               |      |
| Танковый полк (тп)                      | Часть         | Танковой бригады    | Постоянное               |      |
| Танковая бригада (тбр)                  | Соединение    | Танковой дивизии    | Постоянное               |      |
| Танковая дивизия (тд)                   | Соединение    | Танкового корпуса   | Постоянное               |      |
| Танковый корпус (тк)                    | Соединение    | Танковой армии      | Постоянное               |      |
| Танковая армия (ТА)                     | Объединение   | Танковых войск      | Постоянное               |      |
| Танковые войска (ТВ)                    | Объединение   | Сухопутных войск    | Постоянное               |      |